# Wallingford Riegger
Wallingford Riegger (29 d'abril de 1885 - 2 d'abril de 1961) va ser un compositor musical estatunidenc, conegut per les seves obres orquestrals, per a la dansa moderna i el cinema.

## Biografia
Va néixer a Albany, Geòrgia, però va residir la major part de la seva vida a Nova York. Va estudiar el 1907 a "l'Institut d'Arts Musicals de Nova York" i fins a 1910 a Berlín amb Max Bruch.
Des de 1918 fins a 1922 va ensenyar teoria de la música i tècnica del violoncel a la Universitat d'Iowa. Des de 1930 i fins a 1956 va treballar per a una editorial musical i va continuar el seu ensenyament a diverses universitats de Nova York.
Va formar part del "American Five", un grup de compositors d'avantguarda, al qual també van pertànyer Charles Ives, Charles Ruggles, Henry Cowell i John J. Becker. Riegger va compondre quatre simfonies, una rapsòdia i altres obres per a orquestra, així com nombrosos treballs de música de cambra.
Va morir tràgicament el 1961 a causa de les ferides que li van ocasionar dos gossos de presa.

## Obres
- Study in Sonority, 1927.
- Dichotomy, 1932.
- New Dance, 1940.
- New and Old, 1947.
- Music for Brass Choir, 1949.
- Dance Rhythms, 1954.
- With My Red Fires.